# Александрија (Алабама)
Александрија (енгл. Alexandria) је насељено место без административног статуса у америчкој савезној држави Алабама.

## Демографија
По попису из 2010. године број становника је 3.917, што је 225 (6,1%) становника више него 2000. године.
| Група             | 2000.         | 2010.         |
| Белци             | 3.253 (88,1%) | 3.411 (87,1%) |
| Афроамериканци    | 360 (9,8%)    | 400 (10,2%)   |
| Азијати           | 22 (0,6%)     | 18 (0,5%)     |
| Хиспаноамериканци | 24 (0,7%)     | 35 (0,9%)     |
| Укупно            | 3.692         | 3.917         |